# Деян Дешков
Деян Дешков Дешков е български офицер, генерал-майор.

## Биография
Роден е на 25 ноември 1975 г. в Чирпан. През 1993 г. завършва СОУ „Яне Сандански“ в Гоце Делчев. Между 1993 и 1998 г. учи във Висшето военно общовойсково училище „Васил Левски“. Военната си служба започва като командир на механизиран взвод в 61-ва Стрямска механизирана бригада. От 2000 до 2001 г. е помощник-началник на щаба по бойната подготовка на механизиран батальон. След това до 2002 г. е помощник-началник на секция „Тактическа“ на механизиран батальон. Между 2002 и 2005 г. е командир на рота в механизиран батальон. През 2005 г. е назначен за командир на рота в 4-ти пехотен батальон в Ирак. От 2005 до 2006 г. учи в Армейския командно-щабен колеж на САЩ. След това е назначен за началник-щаб на механизиран батальон. В периода 2007 – 2009 г. е заместник-командир на механизиран батальон. През 2009 г. е назначен за командир на пета рота на летище Кандахар в Афганистан. От 2009 до 2010 г. е заместник-командир на механизиран батальон. След това през 2011 г. е командир на 9-а рота на летище Кандахар. След завръщането си до 2014 г. е командир на механизиран батальон. Между 2014 и 2015 г. учи във Военния колеж на Сухопътните войски на САЩ в Карлайл. От 2015 до 2016 г. е началник-щаб на 61-ва Стрямска механизирана бригада. Между 2016 и 2018 г. е заместник-командир на бригадата. От 1 август 2018 г. до 1 юни 2019 г. е заместник-началник на щаба на Сухопътните войски. От 1 юни 2019 г. е командир на 61-ва Стрямска механизирана бригада. От 10 декември 2022 г. е освободен от длъжността командир на бригадата и назначен за командир на Сухопътните войски на българската армия и удостоен със звание генерал-майор.

## Образование
- СОУ „Яне Сандански“, Гоце Делчев (до 1993 г.)
- Висше военно общовойсково училище „Васил Левски“ (1993 – 1998)
- Армейски командно-щабен колеж на САЩ (2005 – 2006)
- Военна академия „Георги Раковски“ (до 2013)
- Военен колеж на Сухопътните войски на САЩ, Карлайл (2014 – 2015)

## Военни звания
- Лейтенант (1 септември 1998)
- Старши лейтенант (2000)
- Капитан (2003)
- Майор (2007)
- Подполковник (2011)
- Полковник (14 януари 2016)
- Бригаден генерал (1 юни 2019)
- Генерал-майор (10 декември 2022)

## Награди
- Почетен-награден знак „България-НАТО“ – II степен, 2014 г.